# Amagerbro (metropolitana di Copenaghen)
Amagerbro è una stazione della linea 2 della Metropolitana di Copenaghen.
La stazione si trova in sotterranea e venne inaugurata nel 2002.
La stazione serve anche da interscambio per gli autobus, e dispone anche di un parcheggio per biciclette.